# Орден Республики Сербии
Орден Республики Сербия — высшая государственная награда Сербии.

## История
Орден Республики Сербия был учреждён 26 октября 2009 года как награда для вручения главам иностранных государств и правительств за исключительные заслуги в развитии и укреплении дружественных отношений и сотрудничества между Сербией и другим государством.

## Степени
Орден имеет два класса:
- Кавалер орденской цепи — знак ордена на цепи, звезда ордена на левой стороне груди.
- Кавалер Большой ленты — знак ордена на чрезплечной ленте, звезда ордена на левой стороне груди.

## Описание

### Знак

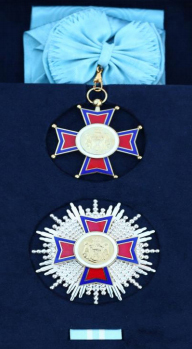
Большая лента

Знак ордена — золотой мальтийский крест с шариками на концах красной эмали с каймой синей эмали и золотым бортиком. В центре круглый золотой медальон с каймой белой эмали. В медальоне рельефный большой государственный герб.
Знак при помощи кольца крепится к орденской ленте или цепи в зависимости от класса.

### Звезда
Звезда ордена серебряная шестнадцатиконечная, лучи которой, чередуясь, формируются их пучков лучиков, состоящих из шариков, или прямых двугранных. На звезду наложен знак ордена.

### Орденская цепь
Орденская цепь состоит из 19 серебряных звеньев и центрального золотого звена в виде гербового щита Сербии. Звенья цепи чередуясь несут на себе изображения креста, растительного узора и сербского орла в цветных эмалях. К центральному звену крепится знак ордена.

### Лента
Лента ордена нежно-голубого цвета.

### Символы
Символами ордена являются орденские планки.
| Орденские планки       | Орденские планки      |
| ---------------------- | --------------------- |
| Кавалер орденской цепи | Кавалер Большой ленты |

## Кавалеры ордена

### Орденская цепь
- Путин, Владимир Владимирович — президент России (2013, вручён в 2014[1])
- Си Цзиньпин — председатель КНР (2016)
- Назарбаев, Нурсултан Абишевич — президент Казахстана (2018)
- Кирилл — патриарх Московский и всея Руси (2021)[2]
- Додик, Милорад — Председатель Президиума Боснии и Герцеговины (2021)[3]
- Орбан, Виктор — премьер-министр Венгрии (2022)

### Большая лента
- Гашпарович, Иван — президент Словакии (2013)
- Христофиас, Димитрис — президент Кипра (2013)
- Рахой, Мариано — председатель правительства Испании (2013)
- Папульяс, Каролос — президент Греции (2013)
- Бэсеску, Траян — президент Румынии (2013)
- Саргсян, Серж Азатович — президент Армении (2013)
- Алиев, Ильхам Гейдар оглы — президент Азербайджана (2013)
- Лукашенко, Александр Григорьевич — президент Беларуси (2013)
- Саакашвили, Михаил Николозович — президент Грузии (2013)
- Назарбаев, Нурсултан Абишевич — президент Казахстана (2013)
- Атамбаев, Алмазбек Шаршенович — президент Киргизии (2013)
- Тимофти, Николае Васильевич — президент Молдавии (2013)
- Рахмон, Эмомали — президент Таджикистана (2013)
- Бердымухамедов, Гурбангулы Мяликгулыевич — президент Туркменистана (2013)
- Янукович, Виктор Фёдорович — президент Украины (2013)
- Каримов, Ислам Абдуганиевич — президент Узбекистана (2013)
- Чавес, Уго — президент Венесуэлы (2013)
- Паролин, Пьетро — государственный секретарь Святого Престола (2015)
- Симпсон-Миллер, Поршия — премьер-министр Ямайки (2015)
- Кастро, Фидель — председатель Совета министров Кубы (2015)
- Бутефлика, Абдель Азиз — президент Алжира (2016)
- Сантуш, Жозе Эдуарду душ — президент Анголы (2016)
- Кхама, Ян — президент Ботсваны (2016)
- Нгема Мбасого, Теодоро Обианг — президент Экваториальной Гвинеи (2016)
- Афеворки, Исайяс — президент Эритреи (2016)
- Мулату Тешоме — президент Эфиопии (2016)
- Лунгу, Эдгар — президент Замбии (2016)
- Фонсека, Жорже Карлуш — президент Кабо-Верде (2016)
- Мугабе, Роберт — президент Зимбабве (2016)
- Зума, Джейкоб — президент Южно-Африканской Республики (2016)
- Киир, Сальваторе — президент Южного Судана (2016)
- Бийя, Поль — президент Камеруна (2016)
- Кениата, Ухуру — президент Кении (2016)
- Кабила, Жозеф — президент Демократической Республики Конго (2016)
- Сассу-Нгессо, Дени — президент Республики Конго (2016)
- Радзаунаримампианина, Эри — президент Мадагаскара (2016)
- Кейта, Ибрагим Бубакар — президент Мали (2016)
- Мухаммед VI — король Марокко (2016)
- Гуриб-Факим, Амина — президент Маврикия (2016)
- Ньюси, Филипе — президент Мозамбика (2016)
- Гейнгоб, Хаге — президент Намибии (2016)
- Бухари, Мохаммаду — президент Нигерии (2016)
- Кагаме, Поль — президент Руанды (2016)
- Пинту да Кошта, Мануэл — президент Сан-Томе и Принсипи (2016)
- Мишель, Джеймс Аликс — президент Сейшельских Островов (2016)
- Омар аль-Башир — президент Судана (2016)
- Эс-Себси, Беджи Каид — президент Туниса (2016)
- Мусевени, Йовери Кагута — президент Уганды (2016)
- Самба-Панза, Катрин — президент Центральноафриканской Республики (2016)
- Дламини-Зума, Нкосазана — председатель комиссии Африканского союза (2016)
- Ребелу ди Соза, Марселу — президент Португалии (2017)[4]
- Мухаммад ибн Заид Аль Нахайян — наследный принц эмирата Абу-Даби (2017)
- Анастасиадис, Никос — президент Кипра (2018)
- Борисов, Бойко — премьер-министр Болгарии (2019)[5]
- Земан, Милош — президент Чехии (2020)[6]
- Ксавье Беттель — премьер-министр Люксембурга (2020)[7]
- Альбер II — князь Монако (2020)[8]
- Борисов, Юрий Иванович — заместитель председателя Правительства Российской Федерации (2021)[9]
- Павлопулос, Прокопис — бывший президент Греческой Республики (2021)[9]
- Курц, Себастьян — федеральный канцлер Австрии (2021)[10]
- Акуфо-Аддо, Нана — президент Ганы (2021)[11]
- Лоренсу, Жуан — президент Анголы (2022)[7]
- Цвиянович, Желька — Президент Республики Сербской (2022)
- Абэ, Синдзо — бывший премьер-министр Японии (2022)[12]
- Ас-Сиси, Абдул-Фаттах Халил — Президент Египта (2022)
- Зёдер, Маркус — премьер-министр Баварии (2024)[13]